# Jacques Pouvant
 (février 2025).
Motif : Aucune source
- Archive Wikiwix
- Bing
- Cairn
- DuckDuckGo
- E. Universalis
- Gallica
- Google
- G. Books
- G. News
- G. Scholar
- Persée
- Qwant
- (zh) Baidu
- (ru) Yandex
- (wd) trouver des œuvres sur Wikidata

| 1. | Préciser le motif de la pose du bandeau. | Précisez le motif de la pose du bandeau en utilisant la syntaxe suivante : {{admissibilité à vérifier\|date=mars 2025\|motif=remplacez ce texte par le motif}}                       |
| 2. | Informer les utilisateurs concernés.     | Pensez à avertir le créateur de l'article, par exemple, en insérant le code ci-dessous sur sa page de discussion : {{subst:avertissement admissibilité à vérifier\|Jacques Pouvant}} |

Jacques Pouvant est un prêtre français du premier quart du XVIe siècle.

## Biographie
Jacques Pouvant est un prêtre du diocèse de Meaux. En 1525, le cénacle de Meaux de Guillaume Briçonnet est victime d'accusations de proximités avec l'hérésie luthérienne qui se développe depuis 1517, de la part de la faculté de théologie de la Sorbonne. Briçonnet tente donc de surveiller la rigueur dogmatique des membres du cénacle. Jacques Pouvant avait alors traduit des ouvrages de Luther en français : il est donc un prêtre humaniste qui dispose d'une bonne connaissance du latin - contrairement à beaucoup de prêtres de l'époque, alors que l'usage du séminaire n'est pas encore bien mis en place,. Il est brûlé en place de Grève à Paris.